# Borba (Portugal)
Pour les articles homonymes, voir Borba.
Borba est une municipalité (en portugais : concelho ou município) du Portugal, située dans le district d'Évora et la région Alentejo.

## Histoire
Le 17 juin 1665, la bataille de Montes Claros a lieu près de Borba. Cette victoire décisive des Portugais sur les Espagnols conduit à la fin de la Guerre de Restauration.

## Géographie
Borba est limitrophe :
- au nord-est, de Monforte,
- à l'est, de Elvas,
- au sud-est, de Vila Viçosa,
- au sud-ouest, de Redondo,
- à l'ouest, de Estremoz.

## Démographie
| 1801  | 1849  | 1900  | 1930  | 1960   | 1981  | 1991  | 2001  | 2011  |
| ----- | ----- | ----- | ----- | ------ | ----- | ----- | ----- | ----- |
| 3 726 | 4 652 | 6 551 | 8 094 | 10 431 | 8 813 | 8 254 | 7 782 | 7 333 |

## Subdivisions
La municipalité de Borba groupe 4 freguesias :
- Matriz (Borba)
- Orada
- Rio de Moinhos
- São Bartolomeu

## Jumelages
Borba est jumelée avec deux communes :
- Mé-Zóchi (Sao Tomé-et-Principe)
- Taishan (Chine)